# یوتبری ۱۰۵۵۱
سیارک ۱۰۵۵۱ (به انگلیسی: 10551 Goteborg، نامگذاری:1992YL2) ده هزار و پانصد و پنجاه و یکمین سیارک کشف شده‌است که در ۱۸ دسامبر ۱۹۹۲ کشف شد.
قدر مطلق سیارک برابر ۱۲٫۴۰ است.